# 小湊美月
小湊 美月（こみなと みづき、1999年〈平成11年〉7月13日 - ）は、日本の女性モデル、レースクイーン。
東京都出身。元スカイハイプロモーションズ所属で、現在はイー・スマイルに所属。2021年3月までは『美月』名義で活動していた。

## 略歴

### モデル活動開始 - A-classへ
2019年、スカイハイプロモーションズに入所しイベントコンパニオンとしての活動を始め、2020年1月の東京オートサロン2020では、RS★Rブースのコンパニオンとして参加。
2020年3月、SUPER GT「ZENT sweeties」に就任しレースクイーンデビュー。また格闘技団体「RISE」のラウンドガール“R-1SE Force”や、ゴルフ雑誌「GOLF TODAY」の“GTバーディーズ”にも参加する。

2020年9月、4年ぶりに復活する東京オートサロンの公式イメージガールユニット「A-class」の2021年度メンバーを決めるセレクション審査にエントリーし、同年10月5日、オートサロン事務局の推薦で最終メンバー5名の中に入った。先述の通り芸名が『美月』となっていたため、芸名に名字がない者としては2005年の『伊織』以来16年ぶりのA-classメンバーとなった。しかし、自身がRQデビューした頃から蔓延した新型コロナウイルス感染症の影響により、2021年のオートサロンは幕張メッセでの客入れ開催を取りやめ、バーチャルオートサロンのみの開催という事態でA-classとしての任期を終えた。その後2022年1月15日の東京オートサロンで、A-class2021メンバーとしてステージに登壇しコスチューム姿を披露している。
2021年3月、高橋菜生と共に2年連続でZENT sweetiesメンバーに選出される。これに伴い同月27日、自身の名義を『小湊美月』に改めたことをSNSで発表した。同年には「SAILUN DRIFT TEAM GIRLS」としてD1 GRAND PRIXのレースクイーンも務めた。

### イー・スマイル移籍後
2022年3月、スカイハイプロモーションズからイー・スマイルに事務所を移籍。この年はA-classで共働した中村比菜から「KOBELCO GIRLS」（TGR TEAM SARD）を引き継いだ他、「D'stationフレッシュエンジェルズ」の一員として自身初のスーパー耐久レースクイーンを務める。
2022年6月、格闘技イベント「K-1 WORLD GP」に華を添えるラウンドガール「K-1 GIRLS 2022」の新メンバーに選ばれる。前年にもオーディションを受けており、2年越しにK-1 GIRLSになる夢を叶えた。また、6月19日に東京ドームで行われた世紀の格闘技イベント「THE MATCH 2022」のラウンドガールに、K-1 GIRLS 8人の中からの4人に見事選出され、同大会に華を添えた。
2022年12月23日、ファーストDVD「トキメキミヅキ」（イーネットフロンティア）が発売。翌2023年は事務所の先輩に当たる引地裕美と共に「Mobil1レーシングサポーターズ」として、SUPER GT・スーパーフォーミュラ・スーパー耐久他のカテゴリーで活動。以後2024年・2025年と3年連続で引地と共にMobil1レーシングサポーターズを務めている。また西口プロレスのリングガールに当たる「西口向上委員会」や、タックルベリーのイメージガールに当たる「ベリーガールズ」の2025年度メンバーも務める。

## 人物
- 愛称は“みづきてぃ”[1]。
- 子供の頃は絵本作家に憧れていたが、美波千夏を見たのがきっかけでレースクイーンを夢見るようになった[1]。スカイハイプロモーションズ時代は美波[5]の他、2010年のWeds Sportレースクイーンだった横山かおりにも師事していた[16]。小湊の前年にイー・スマイルに移籍した日南まみ[注 2]はスカイハイプロモーションズ時代の同期である[26]。
- 特技は空手（黒帯）、バレーボール、フラフープ[1][27]。
- 姉が1人いる[28]。
- 得意料理はオムライス[1]。バーチャルオートサロン企画「A-class de クッキング」でも披露していた。但し好きな食べ物は餃子とソーセージである[17]。

## 活動
| 年                   | カテゴリー                                                                               | チーム名                        | 他メンバー                              | 出典                 |
| -------------------- | ---------------------------------------------------------------------------------------- | ------------------------------- | --------------------------------------- | -------------------- |
| 2020年               | SUPER GT                                                                                 | ZENT sweeties                   | 今井みどり、高橋菜生 桜田莉奈、藤永妃央 | [ 4 ]                |
| 2021年               | SUPER GT                                                                                 | ZENT sweeties                   | 亀澤杏奈、藤井マリー 高橋菜生、松田蘭   | [ 13 ]               |
| 2021年               | D1 GRAND PRIX                                                                            | SAILUN DRIFT TEAM GIRLS         | 松田蘭、新唯                            |                      |
| 2022年               | SUPER GT                                                                                 | KOBELCO GIRLS                   | 太田麻美                                | [ 18 ]               |
| 2022年               | スーパー耐久                                                                             | D'stationフレッシュエンジェルズ | 林紗久羅、水瀬琴音、海音                | [ 19 ]               |
| 2022年               | D1 GRAND PRIX                                                                            | SHIBATIRE レースクイーン        | 愛川菜月                                | [ 32 ]               |
| 2023年 2024年 2025年 | SUPER GT スーパーフォーミュラ スーパー耐久 ポルシェ・カレラカップ・ジャパン FIA-F4選手権 | Mobil1レーシングサポーターズ    | 引地裕美                                | [ 21 ] [ 22 ] [ 23 ] |

### 雑誌
- 三栄「ギャルズ・パラダイス」
  - 2020レースクイーンデビュー編表紙・巻頭グラビア（2020年8月）[27]
  - 2021DVDスペシャル表紙・グラビア（2021年12月）
- 三栄「GOLF TODAY」GTバーディーズ（2020年10月 - ）[8]
- 交通タイムス社「ワゴニスト」（2022年05月）
- 交通タイムス社「HIACE STYLE」（2022年05月）
- 講談社ビーシー「ベストカー　2022年8月10日号」（2022年07月）

### イベント出演
- 2019年
  - 日経 xTECH EXPO 2019 バルクブース
  - JAPAN PACK2019　パシフィック洋行ブース
- 2020年
  - 東京オートサロン RS☆Rブース[共演 1]
  - DoCoMo Open House 2020 「生放送アニメ 直感×アルゴリズム♪」ブースコンパニオン

- 2021年
  - 東京オートサロン イメージガール A-class

- 2022年
  - 東京オートサロン SHIBATIREブース（共演：藤代みさ[17][33]）

- 2023年
  - 東京オートサロン SHIBATIREブース（共演：新唯、池永百合、日南まみ、米倉みゆ）
  - ニコニコ超会議 SANYOブース[共演 2]
  - 東京ゲームショウ CROOZ Blockchain Labブース（生田ちむ、木村楓、瀬谷ひかるとも共演[35]）

- 2024年
  - 東京オートサロン SHIBATIREブース[共演 3]

- 2025年
  - NTTドコモ Presents Lemino Boxing - ラウンドガール（共演：月野もも、夏川いづみ）[37]

### ラウンドガール
| 年     | 大会名       | ユニット名     | 他メンバー                                                                 |
| ------ | ------------ | -------------- | -------------------------------------------------------------------------- |
| 2020年 | RISE         | R-1SE Force    | COCO、桜りん、清瀬汐希、加乃ほのか、IINA                                   |
| 2022年 | K-1          | K-1 GIRLS      | 堀尾実咲、宮野真菜、キャシー凛、ロサリオ惠奈、波北果穂、上運天美聖、うらら |
| 2023年 | 西口プロレス | 西口向上委員会 | 葵成美、荒井つかさ、有栖未桜、生田ちむ、花乃衣美優、松田蘭、美月千佳       |

### 映像作品
- 2022年
  - ファーストDVD「トキメキミヅキ」（2022年12月23日、イーネット・フロンティア）

### 共演メンバー
1. ↑  加乃ほのか（現：坂本萌乃佳）、椿木りさこ[6]
2. ↑  阿比留あんな、生田ちむ、宇佐美なお、海音、木村楓、黒咲りの、真田みき、清水にな、橘京、永原芽衣、仲美由紀、羽瀬萌、廣川エレナ、藤田香澄、松田蘭、南実千晴、結城乃愛、横田りか[34]
3. ↑  新唯、米倉みゆ、楓紗季、相沢明日加、七瀬なな[36]